# Перуански орлов скат
Перуанските орлови скатове (Myliobatis peruvianus) са вид хрущялни риби от семейство Орлови скатове (Myliobatidae).
Те са уязвим вид.
Таксонът е описан за пръв път от Самюъл Гарман през 1913 година.